# SD Juazeirense
Der Sociedade Desportiva Juazeirense, in der Regel nur kurz Juazeirense genannt, ist ein Fußballverein aus Juazeiro im brasilianischen Bundesstaat Bahia.
Aktuell spielt der Verein in der vierten brasilianischen Liga, der Série D.

## Erfolge
- Staatsmeisterschaft von Bahia – Segunda Divisão: 2011

## Stadion
Der Verein trägt seine Heimspiele im Estádio Adauto Moraes, auch einfach nur Adauto Moraes genannt, in Juazeiro aus. Das Stadion hat ein Fassungsvermögen von 5018 Personen.

## Trainerchronik
Stand: Oktober 2024
| Trainer             | Nation    | von               | bis                |
| ------------------- | --------- | ----------------- | ------------------ |
| Evandro Guimarães   | Brasilien | 11. März 2016     | 13. Mai 2016       |
| Luis Antonio Zaluar | Brasilien | 1. Januar 2018    | 31. Dezember 2018  |
| Ailton Silva        | Brasilien | 26. April 2018    | 10. Februar 2019   |
| Vladimir de Jesus   | Brasilien | 17. Januar 2020   | 3. Februar 2020    |
| Carlos Rabello      | Brasilien | 10. Juli 2020     | 1. Dezember 2020   |
| Givanildo Sales     | Brasilien | 17. Februar 2021  | 31. Mai 2021       |
| Carlos Rabello      | Brasilien | 1. Juni 2021      | 20. September 2021 |
| Betinho             | Brasilien | 5. Oktober 2021   | 31. Oktober 2021   |
| Francisco Diá       | Brasilien | 21. Dezember 2021 | 28. Januar 2022    |
| Quintino Barbosa    | Brasilien | 28. Januar 2022   | 6. Juni 2022       |
| Agnaldo Liz         | Brasilien | 9. Juni 2022      | 20. Juli 2022      |
| Rodrigo Chagas      | Brasilien | 12. November 2022 | 1. Februar 2023    |
| Carlos Rabello      | Brasilien | 15. Dezember 2023 | 4. März 2024       |
| Rodrigo Góis        | Brasilien | 4. März 2024      | ?                  |
| Evandro Guimarães   | Brasilien | 19. März 2024     | 23. Mai 2024       |
| João Carlos Ângelo  | Brasilien | 24. Mai 2024      |                    |